# Skogsbergia squamosa
Skogsbergia squamosa är en kräftdjursart som först beskrevs av Mueller 1894.  Skogsbergia squamosa ingår i släktet Skogsbergia och familjen Cypridinidae. Inga underarter finns listade i Catalogue of Life.